# Queens Cemetery (Puisieux)
Le Queens Cemetery, Puisieux est un cimetière militaire de la Première Guerre mondiale, situé sur le territoire de la commune de Puisieux, dans le département du Pas-de-Calais, au sud d'Arras.

## Localisation
Ce cimetière est situé à 2 km au sud-ouest du village, le long de la D 919 après le hameau de Serre-lès-Puisieux. On y accède après avoir emprunté un chemin rural dont l'entrée se trouve juste avant le Serre Road Cemetery N°1 sur environ 300 m.
Quatre autres cimetières militaires britanniques se trouvent à proximité immédiate :
- Serre Road Cemetery N°3 à 200 m au sud-ouest
- Luke Copse British Cemetery à 200 m au nord-ouest
- Railway Hollow Cemetery à 200 m au nord-est
- Sheffield Memorial Park à 100 m au nord-ouest.

## Histoire

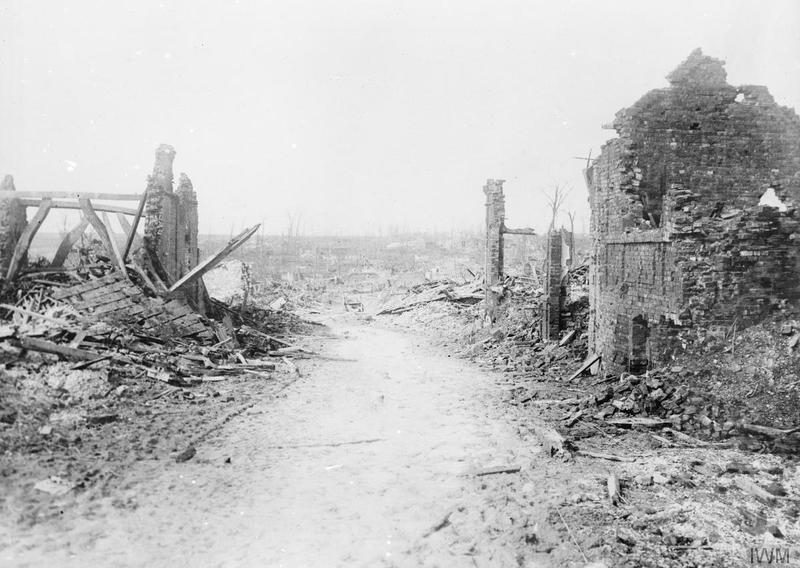
Les ruines du village après La bataille de l'Ancre en mars 1917.

Le village de Puisieux est pris par les forces du Commonwealth le 28 février 1917, perdu le 26 mars 1918 et récupéré le 21 août suivant. Au printemps 1917, les champs de bataille de la Somme et de l'Ancre sont dégagés par le Ve Corps et un certain nombre de nouveaux cimetières sont créés. Le cimetière Queens (initialement connu sous le nom de Queens Ve Corps Cemetery No 4) se trouve sur l'ancienne ligne de front de juillet 1916, au sud de Mark Copse, l'une des quatre petites plantations qui se trouvaient sur ou à proximité derrière la ligne de front entre Serre et Hébuterne. Les tombes sont des victimes des 31e, 3e et 19e divisions mortes en juillet, novembre 1916 et février 1917.
Il y a maintenant 311 sépultures de soldats britanniques de la Première Guerre mondiale dans ce cimetière, dont 131 non identifiées.

## Caractéristiques
Ce cimetière a un plan rectangulaire de 20 m sur 15 et clos par un muret de moellons.
Le cimetière a été conçu par l'architecte britannique Noel Ackroyd Rew  (d).

## Galerie

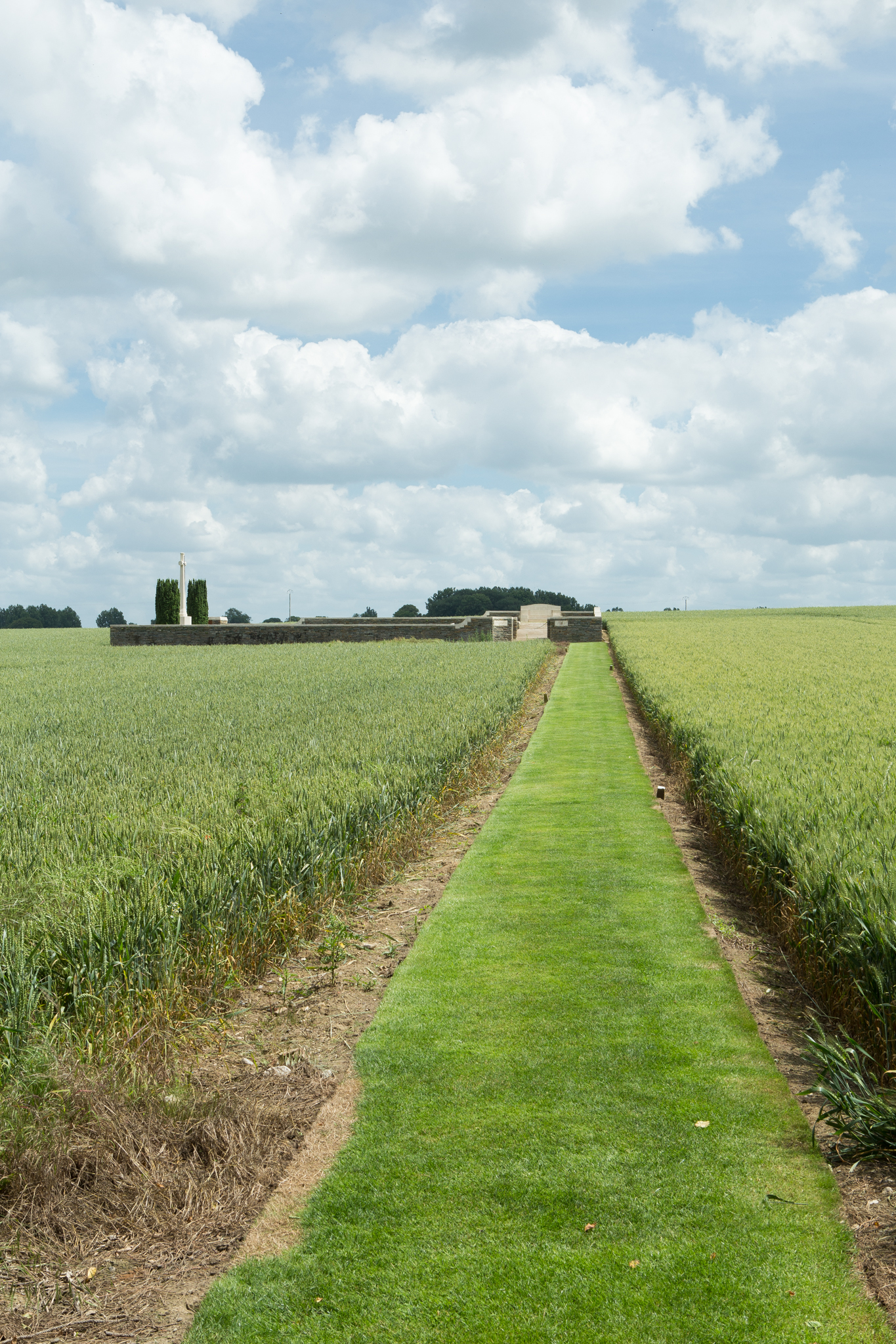
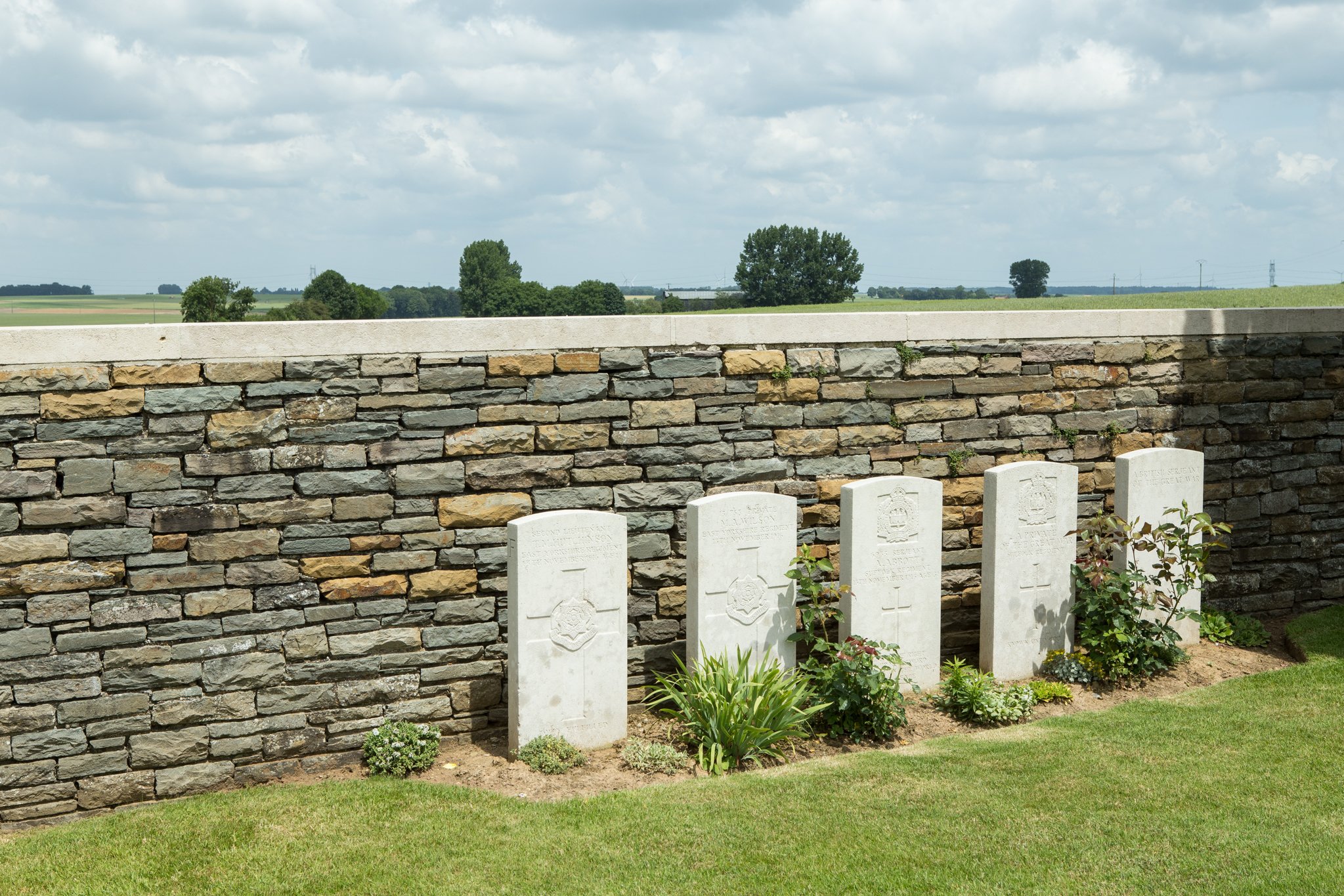
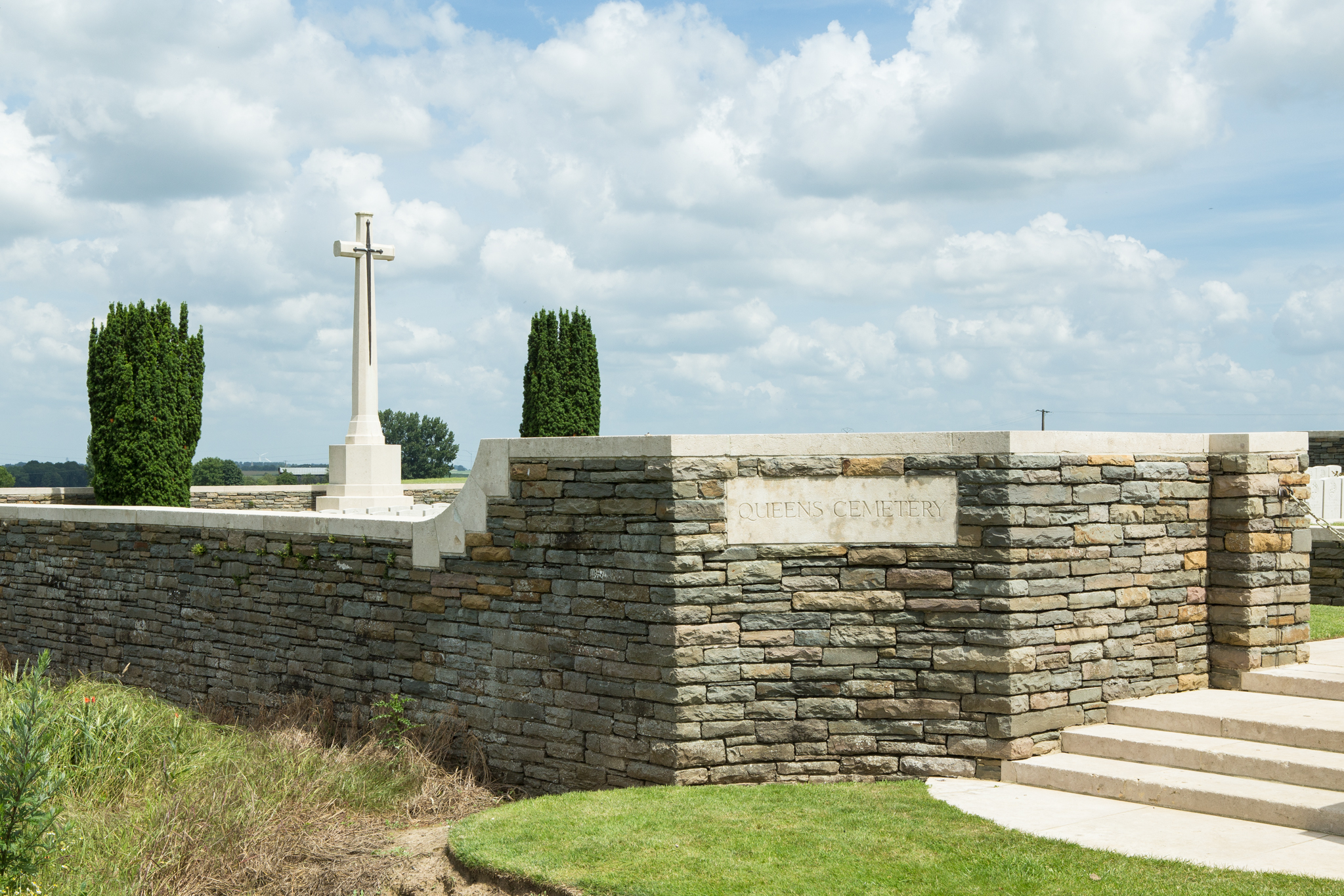
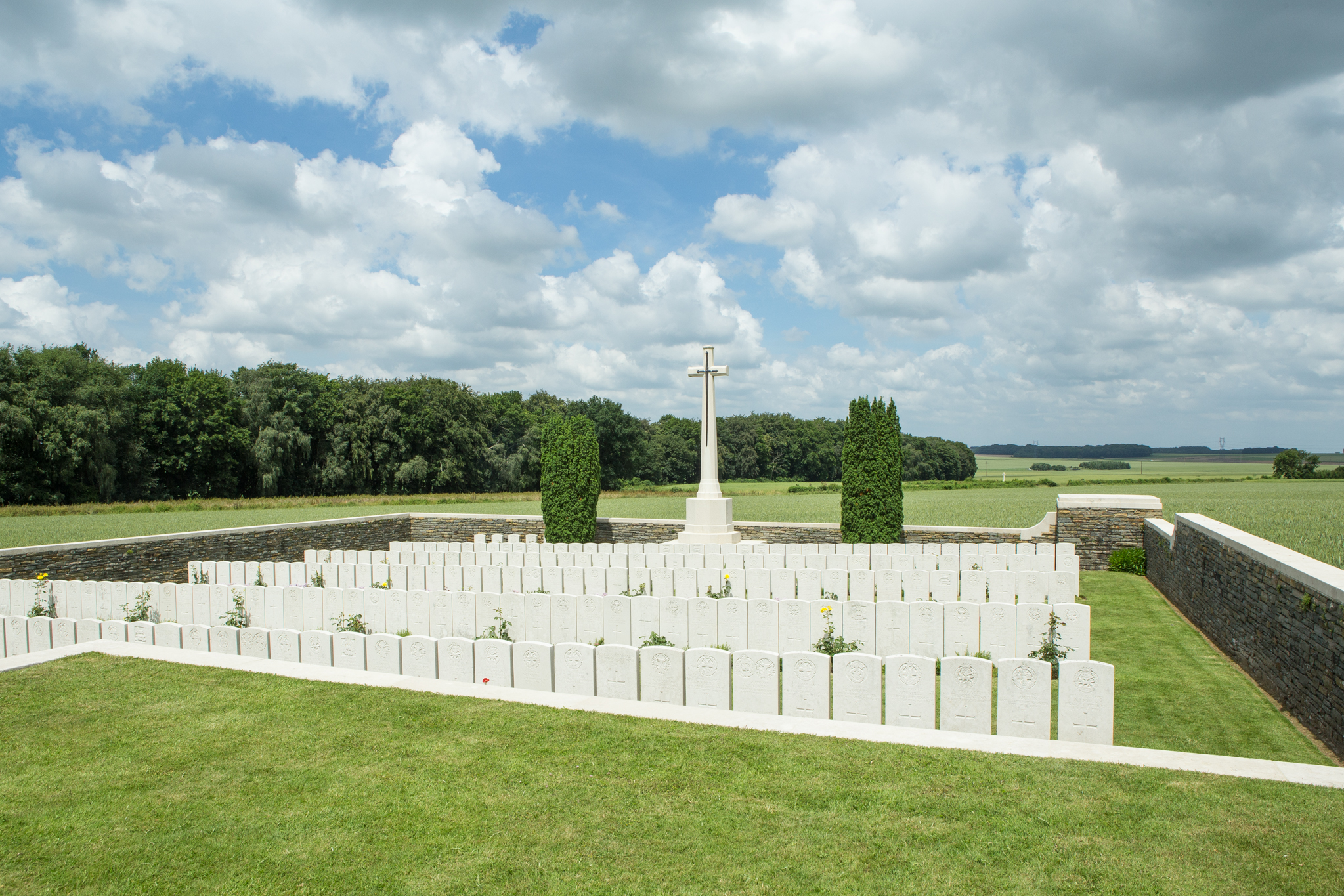
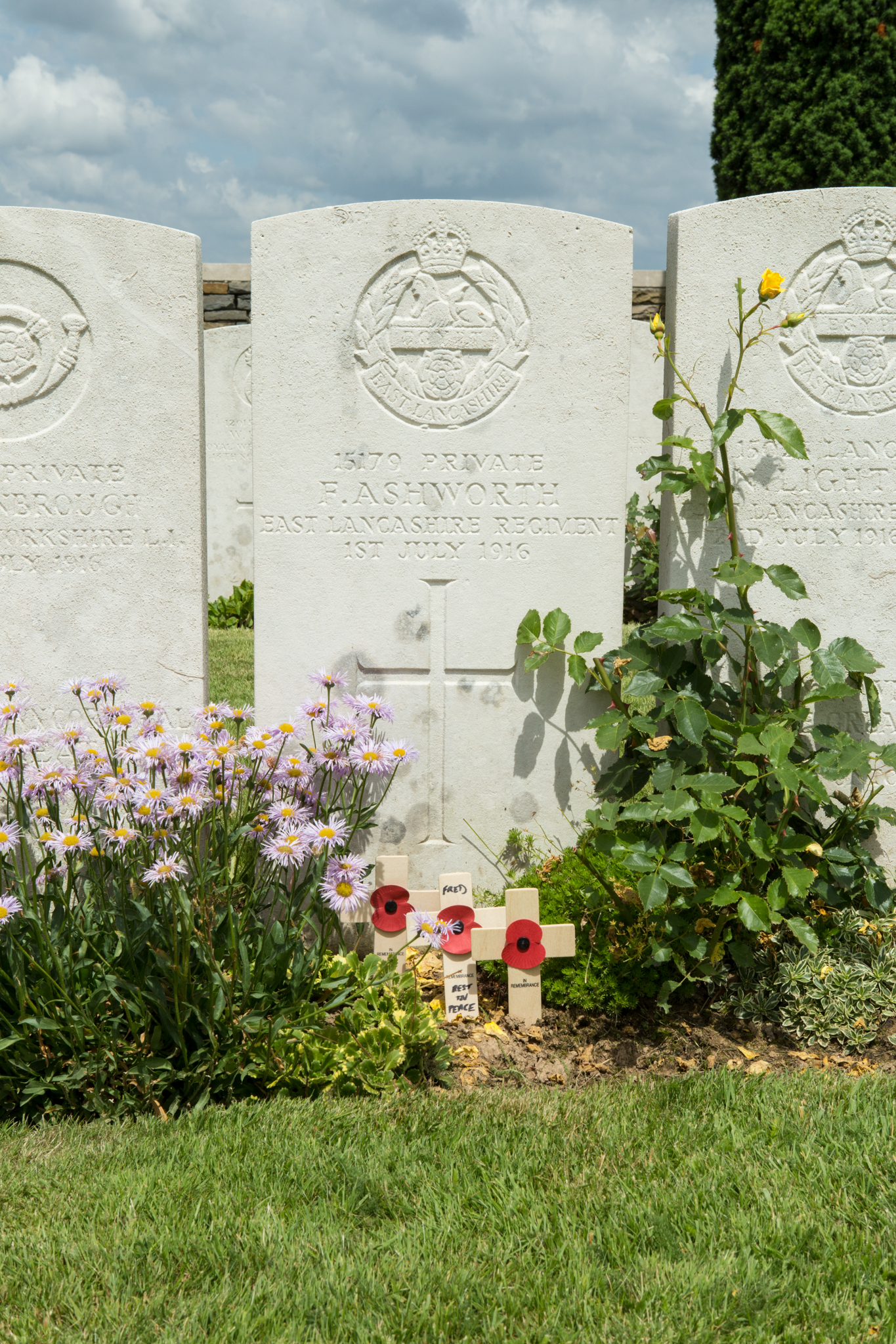
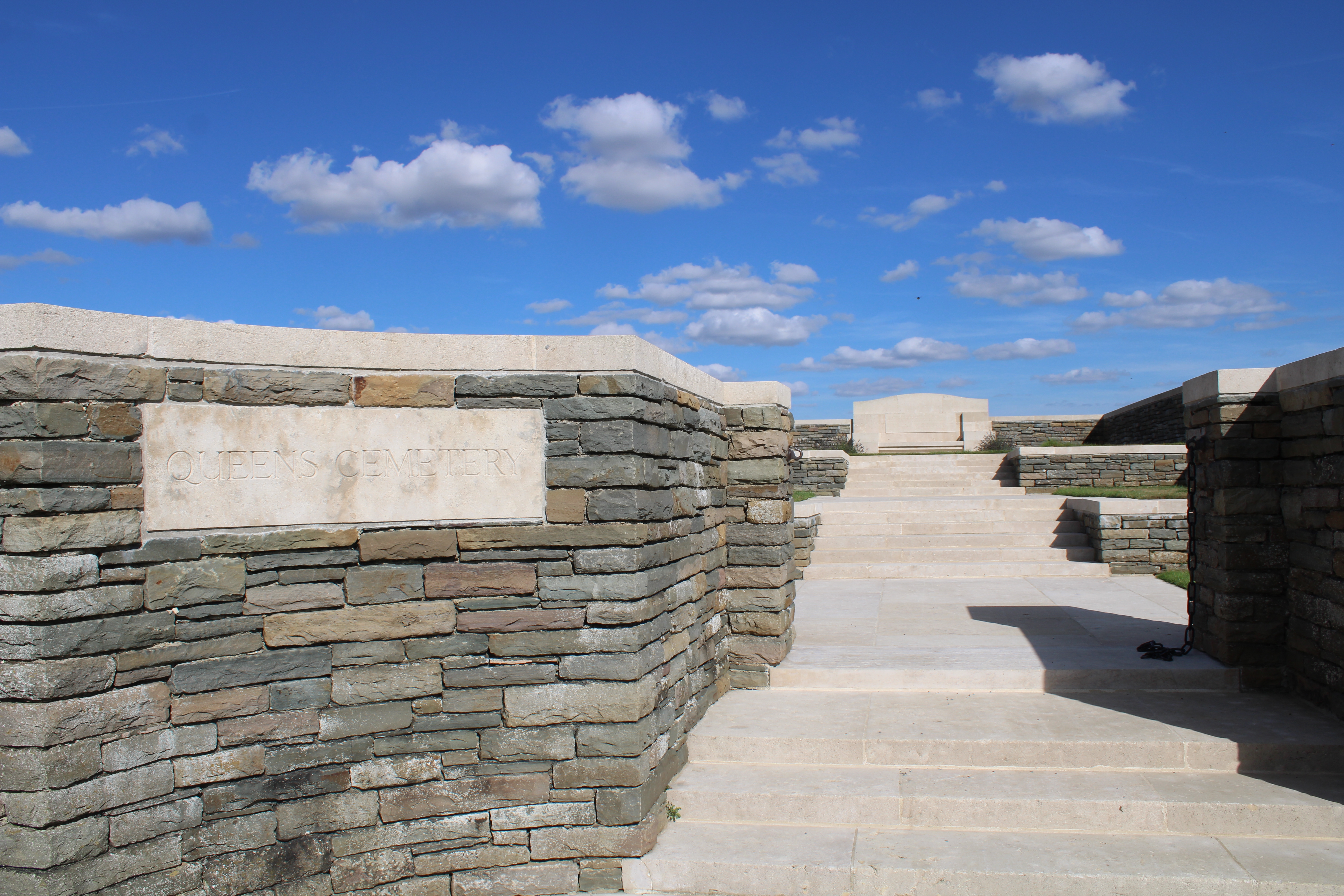
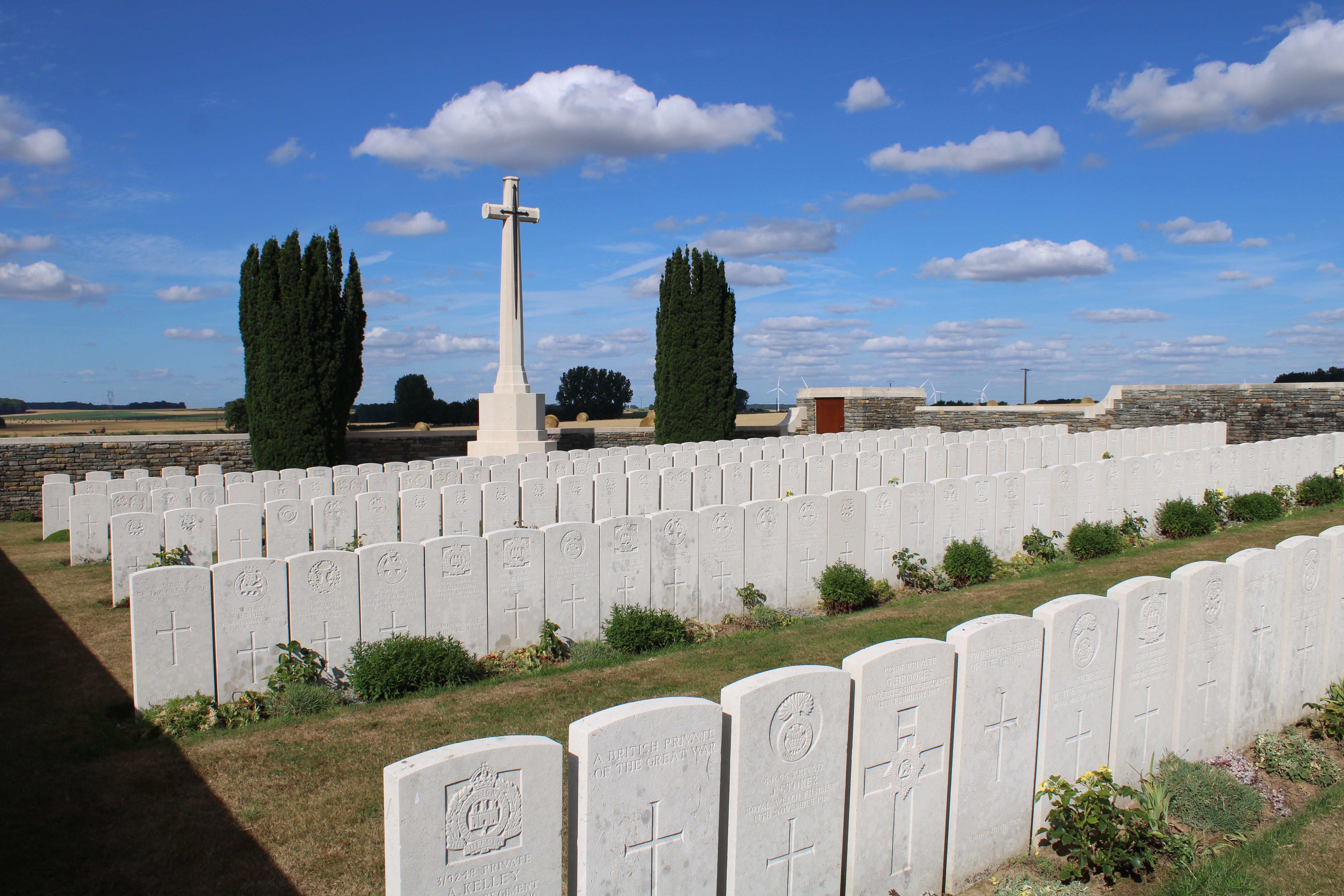
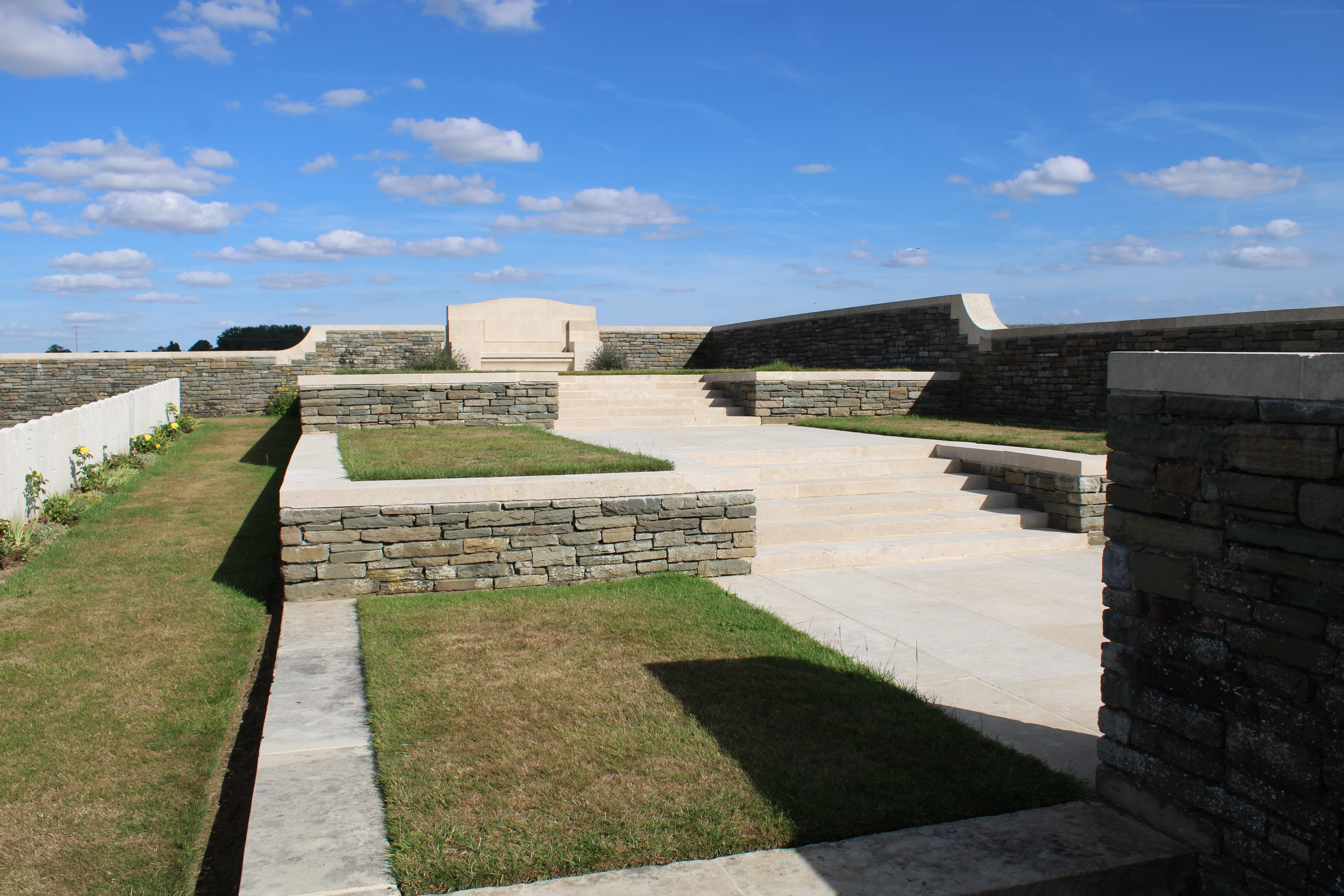

## Sépultures
| Pays        | Sépultures |
| ----------- | ---------- |
| Royaume-Uni | 311        |

## Pour approfondir